# Yardie

Yardie est un roman de l'écrivain britannique Victor Headley paru en 1992. Il est le premier roman d'une série de trois œuvres, la deuxième et la troisième s'intitulant respectivement Excess et Yush.
« Yardie » est le nom donné aux habitants des bidonvilles de Trenchtown, un des quartiers sud de la ville de Kingston, la capitale et la principale ville de Jamaïque. Les premiers immigrés caribéens arrivés de Jamaïque au Royaume-Uni étaient parfois qualifié de « Yardies » de par leur statut financier inférieur, bien que le terme puisse aussi s'employer de façon moqueuse et affective. Ce terme, ou celui de « culture Yardie », désigna plus tard le comportement et la violence des gangs afro-caribéens, devenus notoires dans la société britannique. 
Ce polar relate la vie de « D. », un « Yardie » récemment arrivé de Kingston pour Brixton, afin d'y acheminer une livraison de drogue pour son patron. Il choisit finalement de ne pas effectuer la livraison, garder la marchandise pour lui et monter son propre commerce.